# Bruna Gama
Bruna Chicato Ribeiro Gama (Cascavel, 22 de dezembro de 1985) é uma canoísta brasileira. 
Integrou a delegação nacional que disputou os Jogos Pan-americanos de 2011, em Guadalajara, no México.